# Windows Deployment Services
 (septembre 2020).
Si vous disposez d'ouvrages ou d'articles de référence ou si vous connaissez des sites web de qualité traitant du thème abordé ici, merci de compléter l'article en donnant les références utiles à sa vérifiabilité et en les liant à la section « Notes et références ».
 (septembre 2020).
Pour les articles homonymes, voir WDS.
Les Services de déploiement Windows (Windows Deployment Services ou WDS) sont une technologie de Microsoft permettant d'installer un système d'exploitation Windows via le réseau. Ils succèdent aux services d'installation à distance (Remote Installation services ou RIS) et sont apparus dans le Service Pack 2 de Windows Server 2003 et Windows Vista. Ils permettent d'installer à distance Windows Vista, Windows 7, Windows 8, Windows 8.1, Windows 10, Windows Server 2008, Windows Server 2012 et Windows Server 2016 mais il est également possible de déployer d'autres systèmes d'exploitation Windows, en effet, le processus d'installation se fait à l'aide d'une image de type Windows Imaging Format (WIM) contrairement à RIS qui avait pour procédé l'automatisation de la phase d'installation du système d'exploitation. Il est ainsi possible d'installer des systèmes d'exploitation avec des applications pré-installées. WDS est un rôle optionnel qui est inclus dans toutes les éditions serveur de Windows depuis Windows Server 2008.

## Principe et fonctionnement
Les services de déploiement Windows fonctionnent au moyen de la technologie PXE (Preboot Execution Environment) afin de lancer une version très minimaliste de Windows appelée Windows PE. 
Ce système d'exploitation, une fois lancé, permet d'effectuer deux opérations : 
- Installation
- Capture

### Installation
Une fois Windows PE lancée sur un ordinateur, il est possible d'installer un système d'exploitation sur celui-ci à l'aide des images disponibles sur le serveur de déploiement.
Un nombre variable d'étapes est nécessaire lors de l'installation du système d'exploitation en fonction des configurations faites par l'administrateur du serveur de déploiement.

### Capture
La fonctionnalité de capture de Windows PE permet de transférer, sous forme d'une image WIM, le système Windows d'un poste client (préparé au préalable avec l'outil Sysprep) sur le serveur de déploiement.
Un nombre variable d'étapes est nécessaire lors du transfert de l'image en fonction des configurations faites par l'administrateur du serveur de déploiement.

## Fonctionnalités

### Multidiffusion
Il est possible, dans le but de réduire le trafic réseau, de déployer en multidiffusion des systèmes d'exploitation. Ainsi un seul et unique flux de données est récupéré par l'intégralité des ordinateurs souhaitant installer un système d'exploitation.

## Constats

### Avantages
- Rapidité
- Déploiement en masse facilité
- Interface graphique
- Possibilité d'apporter des modifications aux images créées
- Les images sont indépendantes du matériel
- Automatisation complète possible

### Inconvénients
- Le temps entre le moment du démarrage et le chargement de l'image est d'environ 2 ou 3 minutes[réf. nécessaire]
- Utilisation importante du réseau